# Apamea alopecuroides
Apamea alopecuroides là một loài bướm đêm trong họ Noctuidae.